# Stade du Ladhof
Le stade du Ladhof est un stade situé à Colmar dans le Haut-Rhin. D'une superficie de 19 800 m², il dispose d'un terrain de football en gazon naturel et d'un vélodrome découverts munis d'un éclairage. 
À usage scolaire, des clubs, de compétitions sportives et de formations sportives, il a accueilli les matches du Football Club de Colmar puis du Stade Colmar 77 jusqu'en 1986. Il est actuellement utilisé par le FC Portugais de Colmar et le FC Espagnols de Colmar, deux clubs amateurs régionaux.
Le terrain de football, d'une superficie de 7 140 m2, mesure 110 m sur 68 m. Construit en 1954, le vélodrome comporte une piste en béton de 356 m de longueur sur 7 m de largeur.
Le stade du Ladhof dispose de 1 500 places, de quatre vestiaires avec douches pour les athlètes, de deux vestiaires pour les arbitres et d’une tribune couverte de 480 places (dont 240 assises).
Le stade des Francs et le Colmar Stadium sont les deux autres principaux stades de la ville.

## Histoire
Le stade du Ladhof a été inauguré le 21 septembre 1947. À partir de cette date, il accueille les matches à domicile du FC Colmar, devenu Stade Colmar 77 en 1977. Y seront notamment jouées des rencontres de CFA en 1948-1949, de Division 3 en 1978-1979, et de Division 4 en 1979-1980.
Le 26 décembre 1964, le FC Colmar accueille le FC Sochaux au Ladhof.
Après la dissolution du Stade Colmar 77, en 1986, le stade est occupé par de petits clubs amateur colmariens.

## Record du monde à trottinette
Le 30 mai 2006, le colmarien Pascal Couffin bat le record du monde de l'heure à trottinette au stade du Ladhof. En outre, il parcourt 17 kilomètres et 188 mètres.
Le 16 septembre 2012, toujours au Ladhof, Pascal Couffin tente de battre son propre record, en vain.